# Río Turón
El río Turón, también llamado  río de El Burgo en diferentes tramos, es un río del sur de la península ibérica perteneciente a la cuenca mediterránea de Andalucía, que discurre en su totalidad por el territorio del centro de la provincia de Málaga (España).

## Curso
El Turón es un afluente del Guadalhorce que nace con el nombre de río de El Burgo en el paraje de La Fuensanta en la Sierra de las Nieves, dentro del término municipal de El Burgo. Discurre durante unos 40 km entre las sierras de El Burgo y Ortegícar, en su margen izquierda, y sierras Prieta, Cabrilla y Alcaparaín, en su margen derecha, desembocando en el embalse del conde de Guadalhorce, cerca de la localidad de Ardales.
Sus afluentes más importantes son los arroyos de la Fuensanta, Sopalmito, Requena, Botera, Corralero, Mediocampo, de los Membrillos, del Acebuche, de la cañada del Bujerillo, del barranco del Macho, de la cañada de los Horcajos, de los Lobos, Blanquilla, Cantarrana y de la Doncella. Los arroyos de Palmito y de Higuera drenan respectivamente parte de la sierras Hidalga y  Blanquilla, y rodeando la zona de Lifa, donde una serie desurgencias kársticas acrecientan su caudal. El arroyo de la Fuensanta drena por su parte la zona norte de la Sierra de las Nieves.

## Flora y fauna
El Turón es uno de los pocos ríos casi vírgenes de la provincia de Málaga. Los aportes de la sierra de las Nieves son regulares durante todo el año, por lo que esta rodeado por una espesa vegetación de ribera y lo habita una variada fauna entre la que destacan las carpas, barbos, bogas, patos, garzas, cangrejos autóctonos e incluso nutrias.

## Obras hidráulicas
En la proximidades de la localidad de El Burgo se construyeron una serie de represas para retener las fuertes crecidas de caudal en periodos de lluvias torrenciales como la ocurrida en 1906 que se llevó por delante varias casas, un molino, huertas y la vida de seis personas. Estos diques se denominan del Molino Caído, del Nacimiento y de la Hierbabuena. Hay además un par de azudes.